# Cesoni Màxim
Cesoni Màxim (en llatí Caesonius Maximus) va ser un magistrat romà del segle i.
Va arribar a ser cònsol, segons indica Marc Valeri Marcial en un epigrama dirigit a un Quint Ovidi, que era amic de Màxim. Va ser també amic de Sèneca. L'any 66 Neró el va desterrar d'Itàlia acusant-lo d'estar implicat en la conspiració de Pisó contra l'emperador. Segurament el seu desterrament va ser motivat per la seva amistat amb Sèneca.